# N-I
N-I – rakieta nośna produkowana w Japonii, konstrukcyjnie bazująca na drugiej generacji amerykańskich rakiet Delta (stąd została nazwana nieoficjalnie pierwszą japońską Deltą). Rakieta wykorzystywała stopień Thor-ELT oraz 3 dopalacze Castor 2. Wkładem ze strony Japończyków był silnik LE-3 użyty w drugim członie rakiety. 
Wykonano 7 startów tej rakiety, z czego 6 zakończyło się powodzeniem. Zastąpiła ją rakieta N-II.

Rakieta N-I

## Starty
- 9 września 1975, 05:30 GMT; s/n 1F; miejsce startu: Centrum Lotów Kosmicznych Tanegashima (LA-N), Japonia

Ładunek: Kiku 1; Uwagi: start udany
- 29 lutego 1976, 03:30 GMT; s/n 2F; miejsce startu: Centrum Lotów Kosmicznych Tanegashima (LA-N), Japonia

Ładunek: Ume 1; Uwagi: start udany
- 23 lutego 1977, 08:50 GMT; s/n 3F; miejsce startu: Centrum Lotów Kosmicznych Tanegashima (LA-N), Japonia

Ładunek: Kiku 2; Uwagi: start udany
- 15 lutego 1978, 04:00 GMT; s/n 4F; miejsce startu: Centrum Lotów Kosmicznych Tanegashima (LA-N), Japonia

Ładunek: Ume 2; Uwagi: start udany
- 6 lutego 1979, 08:46 GMT; s/n 5F; miejsce startu: Centrum Lotów Kosmicznych Tanegashima (LA-N), Japonia

Ładunek: Ayame 1; Uwagi: start nieudany – satelita zderzył się ze stopniem Star-37N.
- 22 lutego 1980, 08:35 GMT; s/n 6F; miejsce startu: Centrum Lotów Kosmicznych Tanegashima (LA-N), Japonia

Ładunek: Ayame 2; Uwagi: start udany
- 3 września 1982, 05:00 GMT; s/n 9F; miejsce startu: Centrum Lotów Kosmicznych Tanegashima (LA-N), Japonia

Ładunek: Kiku 4; Uwagi: start udany